# تروی ورجس
تروی ورجس (انگلیسی: Troy Verges؛ زادهٔ سدهٔ بیستم میلادی) ترانه‌سرای موسیقی کانتری و موسیقی پاپ اهل ایالات متحده آمریکا است.
ورجس ترانه‌هایی را برای هنرمندانی همچون تیلور سوئیفت، سارا اونز، مارتینا مک‌براید، تریشا یروود، گوئینت پالترو، کری آندروود، لیتل بیگ تاون، کیلی پکلر، جیسون الدین، تریشا یروود، تیم مک‌گرا، کسیدی پوپ، هانتر هیز، بیلی ری سایرس، مارکو بورساتو، فیث هیل، بوآ و کاترین مک‌فی نوشته یا در نوشتن آن‌ها همکاری داشته‌است.